# Награда Кочићева књига
Награда Кочићева књига додељује се за целокупно стваралаштво. Награду је установила и од 1996. годишње додељује Задужбина „Петар Кочић” Бањалука–Београд.
О добитнику одлучује трочлани жири. Жири од 2013. ради у саставу: Никола Вуколић (председник), Миљенко Јерговић и Младен Весковић.
Награда се састоји од дипломе и уручује се крајем године.
Постоји истоимена награда за драматургију коју од 2008. додељује Театар фест „Петар Кочић” у Бањалуци.

## Награђени
| Година | Добитник                  | Реф.          |
| ------ | ------------------------- | ------------- |
| 1996.  | Добрица Ћосић             | [ 1 ]         |
| 1997.  | Драган Недељковић         | [ 1 ]         |
| 1998.  | Драган Колунџија          | [ 1 ]         |
| 1999.  | Ђуро Дамјановић           | [ 1 ]         |
| 2000.  | Мирослав Егерић           | [ 1 ]         |
| 2001.  | Ранко Прерадовић          | [ 1 ]         |
| 2002.  | Алек Вукадиновић          | [ 1 ]         |
| 2003.  | Ева Рас                   | [ 2 ]         |
| 2004.  | Ранко Павловић            |               |
| 2005.  | Љиљана Хабјановић Ђуровић |               |
| 2006.  | Ерих Кош                  |               |
| 2007.  | Милорад Павић             |               |
| 2008.  | Адван Хозић               |               |
| 2009.  | Никола Страјнић           | [ 3 ]         |
| 2010.  | Миљенко Јерговић          | [ 4 ]         |
| 2010.  | Владислав Бајац           | [ 4 ]         |
| 2011.  | Вида Огњеновић            | [ 5 ]         |
| 2012.  | Владан Матијевић          | [ 6 ]         |
| 2013.  | Коља Мићевић              | [ 7 ]         |
| 2014.  | Звонко Карановић          | [ 8 ]         |
| 2015.  | Драган Великић            | [ 9 ]         |
| 2016.  | Ранко Рисојевић           | [ 10 ]        |
| 2017.  | Епископ Григорије Дурић   | [ 11 ]        |
| 2018.  | Гојко Божовић             | [ 12 ]        |
| 2019.  | Ристо Лазаров             | [ 13 ]        |
| 2020.  | Јован Зивлак              | [ 14 ] [ 15 ] |
| 2021.  | Александар Југовић        | [ 14 ] [ 15 ] |
| 2022.  | Михајло Пантић            | [ 16 ]        |